# المعهد الألماني للأبحاث الشرقية

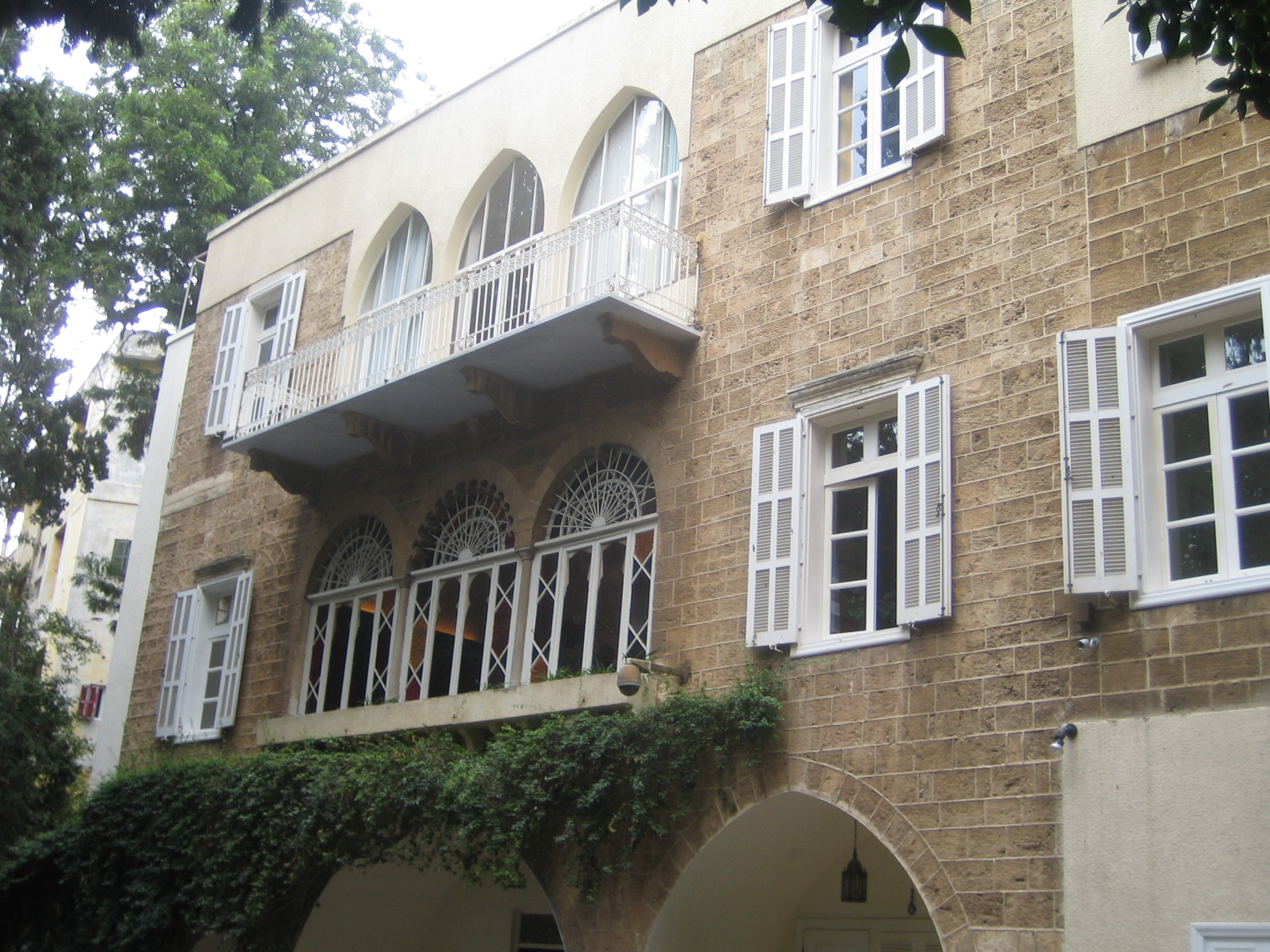
الفيلّا السابقة لمود فرج الله في حي زقاق البلاط، وهو مقر المعهد الحالي.

المعهد الألماني للأبحاث الشرقية هو مركز أبحاث يركز على دراسة تاريخ ولغات الشرق. يقع المركز في بيروت وهو تابع لمؤسسة ماكس فيبر.
أُسِسَ المعهد من قبل الجمعية الشرقية الألمانية سنة 1961 م. وللمعهد فرع آخر في إسطنبول. من أهم آثار المعهد «النشرات الإسلاميّة» المعروفة اختصارا بـ BI، وهي سلسلة طبعات محققة لأمهات الكتب العربية. بدأ هذه السلسلة المستشرق هلموت رتّر سنة 1929 م مع نشرته لكتاب «مقالات الإسلاميين» للأشعري، وتضم السلسلة اليوم نحو 60 كتابا.